# ウロシュ・ジェリッチ
ウロシュ・ジェリッチ（Uroš Đerić、セルビア語: Урош Ђерић、1992年5月28日 - ）はボスニア・ヘルツェゴビナ・トレビニェ出身のセルビア人サッカー選手。ポジションはFW。
Kリーグ時代の登録名はジェリッチ（ハングル: 제리치）。

## 経歴
2013年8月、FKラドニチュキ・ニシュに移籍。しかしそのわずか6カ月後にFKボラツ・チャチャクに移籍。
2016年7月、FKスロボダ・ウジツェに移籍。
2018年1月、江原FCに移籍。
2019年7月15日、移籍金に加えて李英才の譲渡という条件で江原から慶南FCに移籍。
2021年1月26日、2年延長オプションが付帯する単年契約で水原三星ブルーウィングスに移籍。アダム・タガートに代わるストライカーとして期待されたが、Kリーグ1で27試合に出場して6ゴールに留まり、1年で水原三星を退団。
2023年4月17日、中国甲級リーグの広西平果足球俱楽部に加入。
2023年8月4日、FKスロボダ・ウジツェに復帰。